# Эскадренные миноносцы типа «Харуна»
Эскадренные миноносцы типа «Харуна» (яп. はるな型護衛艦 харуна-ката-гоэйкан) — серия японских эскадренных миноносцев 1970-х годов. Созданы для выполнения задач противолодочной обороны и для этой цели оснащались мощным авиационным вооружением, из-за чего порой классифицируются как эсминцы-вертолётоносцы. Являются единственным в мире, наряду с созданным на их же основе типом «Сиранэ», классом эсминцев, способным нести три вертолёта. В соответствии с пятилетней программой от 1967 года, в 1970—1974 годах были построены два корабля этого типа. В 1986—1987 годах оба эсминца прошли модернизацию, заключавшуюся в установке зенитного вооружения. 

## Состав серии
| Название      | Номер   | Судоверфь                                         | Заложен    | Спущен     | В строю    | Списан     | Судьба              |
| ------------- | ------- | ------------------------------------------------- | ---------- | ---------- | ---------- | ---------- | ------------------- |
| Харуна はるな | DDH 141 | Мицубиси, Нагасаки                                | 19.03.1970 | 01.02.1972 | 22.02.1973 | 18.03.2009 | Утилизирован в 2010 |
| Хиэй ひえい   | DDH 142 | Ishikawajima-Harima Heavy Industries (IHI), Токио | 08.03.1972 | 13.08.1973 | 27.11.1974 | 16.03.2011 | Утилизирован в 2011 |